# Кобилє (община)
Община Кобилє (словен. Občina Kobilje) — одна з общин Словенії. Адміністративним центром і єдиним населеним пунктом общини є місто Кобилє.

## Населення
У 2011 році в общині проживало 629 осіб, 310 чоловіків і 319 жінок. Чисельність економічно активного населення (за місцем проживання), 217 осіб. Середня щомісячна чиста заробітна плата одного працівника (EUR), 868,91 (в середньому по Словенії 987.39). Приблизно кожен другий житель у громаді має автомобіль (44 автомобілі на 100 жителів). Середній вік жителів склав 42,6 роки (в середньому по Словенії 41.8). 